# Camil Campanyà i Mas
Camil Campanyà i Mas (Barcelona, 19 d'octubre de 1892 - Belloy-en-Santerre, Somme, Picardia, 4 de juliol de 1916) fou un polític independentista i militar català, mort en combat durant la Primera Guerra Mundial.

## Biografia
Va néixer al carrer Tamarit de Barcelona, fill de Camil Campanyà i Texidor, natural de Sants, i d'Eulàlia Mas i Comas, natural de Barcelona.
Fou un dels caps de la Joventut Catalanista, secció juvenil d'Unió Catalanista, i col·laborà als diaris La Tralla de Vicenç Albert Ballester i Camps, i a La Nació. Per raons polítiques es va veure obligat a fugir primer a Santiago de Cuba, on col·laborà al diari Fora Grillons! del Grop Nacionalista Radical, i després a França.
Quan va començar la Primera Guerra Mundial es declarà aliadòfil i defensor del poble serbi, organitzà una oficina de reclutament de voluntaris catalans i ell mateix es va allistar en la Legió Estrangera Francesa. Amb altres catalans fundà la revista La Trinxera Catalana el 1915. Posteriorment contactà amb Joan Soler i Pla i fou el membre més carismàtic i visible dels Voluntaris Catalans en la Primera Guerra Mundial fins que va morir a Belloy-en-Santerre (front del Somme) el juliol de 1916 junt amb 50 companys més, entre ells el seu amic el gracienc Constantí Cots.
El seu cos fou embolcallat amb una senyera estelada que li havia enviat Joan Soler i Pla, que després li va arribar novament i que es va mantenir amagada en un doble fons d'armari de les golfes d'un pis del carrer Septimània de Barcelona.